# Perdona nuestros pecados (telenovela mexicana)
Perdona nuestros pecados es una telenovela mexicana producida por Lucero Suárez para TelevisaUnivision en el 2023. La telenovela está basada en la historia chilena homónima de 2017 creada por Pablo Illanes, siendo adaptada por Lucero Suárez junto con Jimena Merodio. Se estrenó a través de Las Estrellas el 30 de enero de 2023 en sustitución de la segunda temporada de Corona de lágrimas, y finalizó el 2 de junio del mismo año siendo reemplazado por la sexta temporada de Esta historia me suena.
Está protagonizada por Emmanuel Palomares, Oka Giner, Erika Buenfil y César Évora junto a Jorge Salinas, Sabine Moussier y Daniela Cordero en los roles antagónicos.

## Trama
Perdona nuestros pecados centra su historia en San Juan, un pueblo donde debajo del velo de las buenas costumbres y tradiciones, se esconden pecados como la traición, el egoísmo, el abuso de poder y crímenes que buscan quedar impunes. En San Juan, donde reina el qué dirán, cualquier cosa que esté fuera de su lugar se convertirá en un pecado, y eso se convierte en el pan de cada día de los que viven ahí.
El pecado central surge de un amor prohibido, puro y desinteresado entre Elsa Quiroga (Oka Giner), una joven que desafía las reglas impuestas; de carácter rebelde y transgresor y Andrés Martínez (Emmanuel Palomares), un joven, honesto y noble, pero perseguido por su origen humilde.
Armando Quiroga (Jorge Salinas), el padre de Elsa y el qué más ha pecado en la familia Quiroga Cáceres, hará todo lo que esté a su alcance para impedir su amor, ya que esto va en contra de sus ideales: los dos pertenecen a diferentes clases sociales y su relación no es muy prestigiosa.
En su afán por encontrar la felicidad, Elsa y Andrés desafían las reglas impuestas y tratan de liberarse del yugo de todo lo que implica San Juan, sin saber que ese será el comienzo de un tortuoso camino que los llevará a través de un dolor incomparable: la pérdida de su hija, su separación debido a la condena de Andrés por un crimen que él no cometió, el matrimonio de Elsa con Horacio Morales (Giuseppe Gamba) y su deseo de rehacer su vida, sin imaginar que pronto descubrirán que su hija en realidad no ha muerto y está en peligro, lo que la hará entregarse a su búsqueda para recuperarlo. En el camino, pueden descubrir que el amor que los une trasciende el tiempo y la distancia.
Armando es director de La Magnolia, la empresa familiar de su esposa Estela Cáceres (Erika Buenfil). Es un hombre poderoso, egoísta y manipulador que solo mira por sus intereses sin considerar las opiniones de los demás y mucho menos las de Estela, cuyo pecado es ser una mujer abnegada, amorosa, entregada a su familia y que es traicionada por Armando con su mejor amiga Ángela Bulnes (Sabine Moussier), lo cual, Estela al momento de darse cuenta provoca un accidente y sufre una lesión que la llevará a un hospital psiquiátrico. Armando aprovechará esta situación para sacar ventaja tanto en el ámbito empresarial como en el familiar, sin preocuparse de que Estela sufra un trato indebido e inhumano dentro de ese lugar.
Armando siempre será apoyado por su amante incondicional Ángela Bulnes y el Dr. Leónidas; sin sospechar que Héctor Morales (César Évora), este enamorado de Estela, la ayudará. Armando tampoco cuenta con la aparición de Irene Cáceres (Olivia Collins), hermana de Estela, la ayude a retomar las riendas de su vida, de La Magnolia, y poder enfrentarse a Armando, sin sospechar que su destino está marcado como el de todos los que lo desafían; en su caso, encontrará la muerte, hecho que aumentará el deseo de Estela de ser justa con su hermana, además, Estela es ayudada por Héctor Morales y su hija Elsa, quien siente una aversión natural por él debido a todo el daño que le ha hecho Armando. Armando no se lo pondrá fácil a Estela para ganar la guerra y hará lo que sea por mantener su posición de poder y gloria, entorpeciendo cada paso que Estela dé para tomar las riendas de La Magnolia y dejando a Armando fuera de la empresa y desterrado de su vidas.
Ángela Bulnes es una pecadora empedernida, envuelta en un apasionado romance con Armando Quiroga, cuya relación despierta la curiosidad de Elena, la hija mayor de Armando, quien contrata a un detective para aclarar sus sospechas sobre la relación entre su padre y la mejor amiga de su madre.
Cuando el detective descubre el asunto, aprovecha la situación para chantajear a Armando, desatando así la ola de crímenes que tanto Armando como Ángela cometerán a lo largo de la historia, así como Guillermina Ledesma (Gina Pedret) —la chismosa de San Juan—, el Padre Reinaldo (Óscar Bonfiglio), Gerardo Montero (Osvaldo de León) —hijo de Bulnes— y a la policía municipal, son quienes seguirán las huellas de dichos crímenes para atrapar a Armando Quiroga, el cual, tiene todo tan bien planeado, que logra salir victorioso de cada acusación.
Lamberto Montero (Ricardo Fastlicht) pecó al tener un hijo ilegítimo con Silvia (Marisol del Olmo), la empleada doméstica de su casa. Cuando Ángela se entera de que Lamberto es el padre de Andrés Martínez, Ángela descarga su enfado y aprovecha un incidente entre su hija Aurora Montero (Fernanda Urdapilleta) y acusa a Andrés de acoso sexual, obligando a Aurora a declarar contra Andrés; Aurora, desilusionada con Lamberto por ser el padre de Andrés, confirma el crimen a las autoridades.
Producto de esta denuncia, Andrés es enviado a prisión y sentenciado a 8 años, situación que le da a Armando una ventaja para deshacerse de Andrés e impedir su relación con Elsa, ya que Andrés renuncia a ella para poder rehacer su vida, la cual, obliga a Elsa a buscar consuelo en Horacio Morales, quien estando enamorado de Aurora debe renunciar a ese amor, ya que está comprometida con su propio hermano, Carlos Morales (Carlo Guerra).
Esto lo acerca a Elsa y cometen la locura de casarse, dedicándose ambos a una relación de profunda comunicación que se convierte en amor. Esta situación no será fácil para Elsa porque su corazón también pertenece a Andrés Martínez.

## Reparto
Se publicó una lista del reparto confirmado el 25 de octubre de 2022, a través de la página web de Las Estrellas.

### Principales
- Jorge Salinas como Armando Quiroga Solís
- Erika Buenfil como Estela Cáceres De León
- César Évora como Héctor Morales Caprile
- Sabine Moussier como Ángela Bulnes de Montero
- Marisol del Olmo como Silvia Martínez
- Emmanuel Palomares como Andrés Martínez / Andrés Montero
- Oka Giner como Elsa Quiroga Cáceres
- Osvaldo de León como Gerardo Montero Bulnes
- Ricardo Fastlicht como Lamberto Montero
- Óscar Bonfiglio como el Padre Reynaldo
- Montserrat Marañón como Flor
- Rocío de Santiago como Antonia "Toñita" Martínez
- Giuseppe Gamba como Horacio Morales
- Fernanda Urdapilleta como Aurora Montero
- Karla Farfán como Mercedes «Meche» Morales
- Daniela Cordero como Elena Quiroga Cáceres
- Gina Pedret como Guillermina Ledesma
- Carlo Guerra como Carlos Morales
- Sofía Mariel Espejel como Sofía Quiroga Cáceres
- Patricio de la Garza como Martín Quiroga Cáceres
- Fausto Emiliano Espejel como Domingo Quiroga Cáceres
- Hugo Aceves como Oliver
- Ricardo Kleinbaum como el Dr. Leónidas
- Giovanna Duffour como Ingrid Ponce
- Adrián Laut como Renzo

### Recurrentes e invitados especiales
- Magda Karina como Clemencia Estrada
- Olivia Collins como Irene Cáceres De León
- Luz Edith Rojas como Nora Estrada
- Enoc Leaño como Fuentes
- Édgar Vivar como Rosendo
- Gloria Sierra como la comandante Natalia Chávez[10][11]
- Miguel Ángel Biaggio como Jaime Sotomayor[11]
- Abraham Ramos como Bruno Parra[12]
- Kevin Holt Valdés como Fabián Barrón

## Episodios
| N.º | Título                                       | Fecha de emisión original | Audiencia (millones) |
| --- | -------------------------------------------- | ------------------------- | -------------------- |
| 1 | «Nadie puede impedir nuestro amor»           | 30 de enero de 2023       | 2.6                  |
| Elsa y Andrés disfrutan de su amor pero ella decide mantenerlo en secreto, pues sabe que su padre jamás lo aceptará. En la noche de su aniversario de bodas con Estela, Armando decide celebrarlo acompañado de Ángela. Mientras Elsa y Andrés pasean por San Miguel, Elena los descubre y a pesar de los ruegos, Elsa no la convence de mantener el secreto. Silvia ruega a Lamberto que interceda por Andrés, ya que su hijo está en peligro por el noviazgo con Elsa, pero Aurora los escucha. Armando se entera de que Elsa volvió a reunirse con Andrés, decide tomar cartas en el asunto y sacarlo de la vida de su hija. |                                              |                           |                      |
| 2 | «Lo mejor es que te alejes»                  | 31 de enero de 2023       | 2.7                  |
| Aurora desprecia a Elsa por ser la novia de Andrés, Elsa le advierte que hasta que ella cambie de opinión, no pueden seguir siendo amigos. Silvia y Flor aconsejan a Elsa que se aleje de Andrés, pero ella está dispuesta a pelear con quien sea para estar con él. Ángela confronta a Silvia por ser la amante de Lamberto. Andrés rechaza a Lamberto como su padre, luego rechaza a Silvia por haberle mentido toda su vida. Ángela se encuentra con Armando en la cabaña y se entregan a la pasión sin darse cuenta de que alguien ya los ha visto. |                                              |                           |                      |
| 3 | «¡Vámonos juntos!»                           | 1 de febrero de 2023      | 2.4                  |
| Armando recibe un sobre con fotos de él y Ángela. Estela le pide a Ángela que investigue a Armando. Gracias al apoyo de Lamberto, Andrés sale de prisión. Andrés le dice a Elsa que se irá de San Juan y le propone fugarse juntos. Armando lleva el dinero al lugar acordado, el chantajista lo ataca por sorpresa para evitar ser reconocido. Elena escucha a Armando hablando con Ángela sobre el chantaje; busca al chantajista para quejarse de su trabajo. Andrés lleva a Elsa al almacén donde pasarán la noche antes de huir. |                                              |                           |                      |
| 4 | «No me condenes»                             | 2 de febrero de 2023      | 2.5                  |
| Estela, desesperada por encontrar a Elsa, visita a Silvia y le pide respuestas sobre el paradero de Andrés. Armando detiene todos los buses hasta que encuentra a Elsa, ella decide dar la cara para que Andrés pueda escapar. Elena decide cancelar su boda por la ausencia de Armando, pero éste llega justo a tiempo. Estela intenta convencer a Armando de que deje que Elsa se quede en el pueblo, pero él ya no confía en que su hija cumpla su palabra y prefiere enviarla a un internado en el extranjero. Elena decide acabar con el chantajista de Armando y toma el arma de su padre para enfrentarse a ellos. |                                              |                           |                      |
| 5 | «Muerto el perro se acabó la rabia»          | 3 de febrero de 2023      | 2.7                  |
| Elena sale herida de su encuentro con el detective, en el hospital, le confiesa a Armando que fue ella quien contrató al detective para que lo siguiera. Armando confronta al detective, este amenaza con hacer públicas las fotos; Armando lo convoca a la cabaña para pagar su silencio. Elsa cree que su sacrificio no valió la pena, porque no aguanta ni un minuto más separada de Andrés y siente que a Armando solo le importan las apariencias. Lamberto piensa que fue un error haberse separado de Silvia, le pregunta si le daría una oportunidad si se separara de Ángela. Armando se da cuenta del peligro al que se expone al mantener su relación con Ángela, por lo que decide ponerle fin.                                               |                                              |                           |                      |
| 6 | «No puedes alejarla de la familia»           | 6 de febrero de 2023      | —                    |
| Armando no se da por vencido en enviar a Elsa a un internado, encuentra la manera de enviarla a Chihuahua. Estela visita a Ángela y la encuentra borracha, ella le confiesa estar enamorada de otro que no es Lamberto, Armando llega a tiempo para evitar que le confiese quién es. Armando advierte a Lamberto que atacará a Andrés si regresa a San Juan; Lamberto responde a la amenaza. Ángela convence a Armando para que vuelvan a estar juntos, Estela casi los ve pero Elena logra evitar que esto suceda. Estela intenta convencer a Armando de que no envíe a Elsa a un internado, la discusión se calienta y Elsa intercede por Estela. |                                              |                           |                      |
| 7 | «Es mi mejor amiga»                          | 7 de febrero de 2023      | 2.7                  |
| Elsa advierte a Estela sobre la forma en que la trata Armando, Estela le promete que será cosa del pasado. Estela se enfrenta a Armando para evitar que envíe a Elsa a un internado, él le asegura que los problemas en casa terminarán cuando calme a su hija. Armando intenta ridiculizar la postulación política de Héctor, pero Héctor le hace ver a Armando que sabe más secretos de los que pensaba. Elsa advierte a Estela sobre la conversación que escuchó entre Ángela y Armando y sus sospechas de que son amantes. Armando amenaza a Héctor para que se aleje de Estela, Héctor se defiende demostrando lo mucho que sabe sobre su origen humilde.                                                                                            |                                              |                           |                      |
| 8 | «Yo no soy un asesino»                       | 8 de febrero de 2023      | 3.0                  |
| Elsa le pide a Toñita que le diga a Andrés que la enviarán a un internado en Chihuahua, cuando trata de llamarlo, él no contesta. Remedios invita a Andrés a ir al cine, él acepta. Ángela descubre que el desaparecido es el detective Olmos, quien los ha estado siguiendo a ella y a Armando, por lo que teme que la relacionen con su desaparición. La policía interroga a Elena sobre su conexión con el detective Arturo Olmos, Gerardo se entera y decide acompañarla para escuchar su declaración. Estela decide seguir a Ángela, ve llegar a Armando y le confirma que se acuesta con ella. |                                              |                           |                      |
| 9 | «¡Váyanse al infierno!»                      | 9 de febrero de 2023      | 2.7                  |
| Estela confronta a Armando pero Ángela intenta defender su amor y arremete en su contra por la traición de su amiga. Elsa empieza su día a día en el internado, pero a pesar de que lleva tan solo un día, se da cuenta de que su estadía será un infierno. Armando busca por todos lados a Estela sin tener razón de su paradero, la familia se empieza a percatar de su desaparición. Mientras Ángela duerme pacíficamente el hospital, Estela decide hacerle una visita sorpresa para poder hablar sin interrupción de nadie. |                                              |                           |                      |
| 10 | «¡Yo no estoy loca!»                         | 10 de febrero de 2023     | 2.5                  |
| Estela llega a casa y sin darse cuenta, golpea a Domingo con el coche y Armando la encierra por herir a su hijo. Armando llega con Estela acompañado de unos hombres listos para internarla en un hospital psiquiátrico, argumentando que el accidente la enloqueció. Andrés y Remedios disfrutan de una velada juntos, ella se abalanza a besarlo. Gerardo, se ha dado cuenta de las inconsistencias en lo que dice y confronta a Ángela para que por fin diga la verdad sobre su accidente. |                                              |                           |                      |
| 11 | «Voy a borrarle la memoria»                  | 13 de febrero de 2023     | 2.6                  |
| Decidido a evitar que se conozca su infidelidad, Armando autoriza que Estela se someta a una terapia de choque. Ángela asiste a un evento de campaña en el hotel de Héctor, pero al ver a Silvia, trata de ridiculizarla pero solo deja en evidencia su embriaguez. Con la ayuda de Luis, Andrés logra infiltrarse en el internado donde se encuentra Elsa y se reúnen para planear su fuga. |                                              |                           |                      |
| 12 | «Ya no te tengo miedo»                       | 14 de febrero de 2023     | 3.0                  |
| Elsa logra comunicarse con su hermana Sofi, ella le cuenta cómo es que están las cosas en casa y se preocupa al saber que Estela esta internada en un hospital psiquiátrico. Aurora presume a Ángela su compromiso con Carlos, ella no puede aguantar la decepción por haber elegido al hermano equivocado para casarse. La policía continúa la investigación de la muerte del detective y encuentran las fotos con las que chantajeaba a Armando. Elsa, interroga a Armando por haber internado a Estela y le exige verla a pesar de sus amenazas, pues ya no le tiene miedo, Armando le responde con amenazas. |                                              |                           |                      |
| 13 | «Orden de aprehensión»                       | 15 de febrero de 2023     | 2.8                  |
| Después de la cena, Elsa culpa Ángela por Estela y le echa en cara que es la amante de su padre, por lo que ella se defiende con una cachetada. Armando, interroga a Elsa por la presencia de Andrés en el pueblo y a pesar de que ella asegura no acercársele, él opta por amenazarla. La policía sigue los pasos de Armando, pues ya es sospechoso por el homicidio del detective. Con el permiso de Armando, Elsa visita a Estela en la clínica psiquiátrica y se sorprende al ver el estado de su madre. |                                              |                           |                      |
| 14 | «Una noche con su amante»                    | 16 de febrero de 2023     | 3.2                  |
| Lamberto le pide el divorcio a Ángela pero ella se niega. El comisario aprovecha la reunión privada con Ángela para intentar llegar a un acuerdo para que Armando sea liberado. Elsa tiene varios síntomas relacionados con el embarazo, Flor le recomienda hacerse una prueba. Andrés confronta a Aurora por su actitud luego de enterarse de que es su hermano, Ángela lo lastima y justifica su acción defendiendo a su hija. |                                              |                           |                      |
| 15 | «Una oportunidad de vengarnos»               | 17 de febrero de 2023     | 9.1                  |
| El silencio de Aurora hace que Lamberto y Gerardo duden de las acusaciones de Ángela sobre Andrés. Andrés decide interponer una denuncia en contra de Ángela por intento de homicidio. Armando se queja con el padre por haber acompañado a Elsa en su visita a la clínica psiquiátrica, él lo amenaza para que no vuelva a meterse en los asuntos de su familia. Ángela teme a lo que vaya a suceder en la cita con el comandante pero aun así llega a la cita. |                                              |                           |                      |
| 16 | «¡Sácame de aquí!»                           | 20 de febrero de 2023     | 2.9                  |
| Después de haberse entregado al comandante Fuentes, Ángela desea regresar a casa, pero él se rehúsa y toma medidas para evitar su huida y disfrutar de la noche prometida. Elsa confirma su embarazo y a pesar de su temor, lo comenta con Andrés; él la sorprende con su reacción. Aurora, le confiesa a Horacio que tiene dudas sobre si casarse o no con Carlos, él la escucha y confronta. Silvia aclara a Lamberto que Ángela tiene un amante y la confronta; ante su negativa, decide encerrar a su esposa en casa hasta que le confiese la verdad. |                                              |                           |                      |
| 17 | «Yo te voy a sacar de aquí»                  | 21 de febrero de 2023     | 2.9                  |
| Gerardo advierte a Armando lo que vio al visitar a Estela, él rechaza toda defensa y amenaza a su yerno para que no vuelva a mencionar el tema de la supuesta amante. Gerardo visita a Héctor para avisarle del estado de salud de Estela, le pide que se haga cargo del asunto para evitar más problemas con Armando. Guillermina, visita a Armando para advertirle que escuchó a Elsa y el padre Reynaldo hablar sobre alguna tragedia su si padre se llegara a enterar. Héctor organiza una visita en la clínica psiquiátrica y logra llegar al cuarto de Estela, al ver su estado decide ayudarla a fugarse en ese instante. |                                              |                           |                      |
| 18 | «Tenemos que mantenerla en secreto»          | 22 de febrero de 2023     | 2.9                  |
| Gerardo, revisa a Ángela por su malestar y se da cuenta de que esta llena de moretones, ella acusa a Lamberto por haberla violentado. Ante el temor de Estela por regresar a la clínica, Héctor decide esconderla en el hotel bajo un nombre distinto. Armando se entera de la fuga de Estela, al descubrir que fue ayudada por Héctor, su malestar empeora. En la fiesta de año nuevo, Aurora, estando borracha no puede contener sus sentimientos y besa a Horacio. |                                              |                           |                      |
| 19 | «Manchaste el nombre de la familia»          | 23 de febrero de 2023     | 3.1                  |
| Guillermina, le revela a Armando que Elsa está esperando un hijo de Andrés. El padre Reynaldo le confiesa a Andrés que Armando ya sabe del embarazo de Elsa. Armando, le advierte a Andrés que no lo dejará estar cerca de Elsa y su hijo. Silvia responde la llamada desde una de las habitaciones del hotel y se sorprende al ver a Estela. |                                              |                           |                      |
| 20 | «Tu bebé no va a nacer»                      | 24 de febrero de 2023     | 2.9                  |
| Elena, encuentra un teléfono que Elsa tiene para comunicarse con Andrés y se lo quita. Aurora y su familia testifican sobre lo sucedido con Andrés, Aurora sigue el consejo de su madre y acusa a Andrés de un crimen que no cometió. Horacio cuestiona a Aurora porque quiere saber qué pasó entre ella y Carlos. Elsa es sorprendida por Armando cuando aparece con una mujer, que la ayudará a abortar a su hijo. |                                              |                           |                      |
| 21 | «¡Está cometiendo un pecado!»                | 27 de febrero de 2023     | 2.9                  |
| Elena, descubre el teléfono que tiene Elsa para comunicarse con Andrés y se lo arrebata para evitar cualquier contacto entre estos. Fuentes cita a Aurora y a su familia para declarar por lo ocurrido con Andrés, pero Aurora sigue los consejos de su mamá y acusa a Andrés de un delito que no cometió. Horacio, interroga a Aurora porque quiere saber qué pasó entre ella y Carlos; Aurora se niega a responder. Elisa es sorprendida por Armando al aparecer con una mujer que la ayudará a deshacerse de su hijo. |                                              |                           |                      |
| 22 | «¡Queda usted arrestado!»                    | 28 de febrero de 2023     | 2.8                  |
| Elsa, logra hablar con Andrés antes de la boda de Aurora, ella lo previene sobre los planes de su padre para mandarla lejos y acuerdan huir el mismo día. Andrés, es ingresado a los separos por la denuncia de Ángela por intentar abusar de Aurora, impidiendo sus planes con Elsa. Estela pregunta a Elsa por su ausencia, ella le confiesa estar embarazada de Andrés pero su reacción la sorprende. Elsa, descubre a Armando besando a Ángela y los confronta por sus mentiras y haber encerrado a su madre en la clínica psiquiátrica. |                                              |                           |                      |
| 23 | «No se puede tapar el sol con un dedo»       | 1 de marzo de 2023        | 3.0                  |
| Armando, intenta explicarle a Elsa que la envía lejos para protegerla. El comandante Fuentes le advierte a Ángela de las incongruencias que ha encontrado en las declaraciones y le pide otra noche juntos a cambio de callar lo que sabe. Irene, la hermana de Estela, se presenta en casa de Armando exigiendo respuestas sobre la desaparición de Estela. Guillermina recuerda cómo se vio obligada a deshacerse de un hijo que esperaba por orden de Armando y, sin poder quedarse callada por más tiempo, acude al padre Reynaldo en busca de consejo. |                                              |                           |                      |
| 24 | «Aquí no serás una malcriada»                | 2 de marzo de 2023        | 2.6                  |
| Estela se sorprende al escuchar que Armando esta afuera de su habitación buscando a Irene y solo se le ocurre una solución, enfrentar a su esposo. Elsa, insiste en estar cercana a Flor todo el tiempo pero Clemencia, harta de su actitud, le pone un alto con una bofetada. Armando, hace creer a Ángela que logró disuadir a Fuentes de pasar una noche más con ella, cuando en realidad acordaron mucho más que eso. Durante el desayuno, Armando sufre otro ataque, preocupando a todos sus hijos por su estado de salud. |                                              |                           |                      |
| 25 | «Te vas a refundir en la cárcel»             | 3 de marzo de 2023        | 2.5                  |
| Nora y Elsa comparten su sufrimiento por estar viviendo un amor prohibido. Flor, comenta con Elsa lo que platican en el área de servicio y descubre que su padre ha estado manteniendo a Clemencia todo este tiempo. El comandante Fuentes, informa a Silvia que el juez dictaminó el traslado de Andrés al reclusorio hasta que llegue el día de su juicio. Aurora, finge una escena de celos a Carlos cuando en realidad se empieza a arrepentir de haberse casado con él. |                                              |                           |                      |
| 26 | «Tomar el toro por los cuernos»              | 6 de marzo de 2023        | 2.5                  |
| Irene lleva al padre Reynaldo con Estela, ahí ella le cuenta sus razones para estar escondida y le pide ayuda para cuidar de sus hijos. La tía Clemencia intenta hacer que Elsa cabalgue mientras está embarazada, pero Flor le llama la atención para impedirlo y Elsa la defiende, provocando que las riñas crezcan entre las dos. Lamberto y Silvia visitan a Andrés en el penal, él les cuenta todo sobre el embarazo de Elsa y su intento de fuga; entre tanto apuro, decide aceptar su apellido. Viendo los problemas que hay entre Aurora y Carlos, Horacio decide renunciar definitivamente a ella y Aurora se sorprende, al ver que sus sentimientos por ella son más que carnales.                                                              |                                              |                           |                      |
| 27 | «¡Salva a tu madre de la cárcel!»            | 7 de marzo de 2023        | 2.9                  |
| Fuentes, intenta satisfacer sus necesidades con Ángela, pero Gerardo llega a salvarla y ella está dispuesta a ponerle fin a todos sus chantajes. Gerardo regresa y descubre que Fuentes perdió la vida, pero Ángela le pide que oculte el secreto por temor a caer en la cárcel. Elsa enfrenta a Nora por su aventura con Iván, su padrastro; ella se desentiende por miedo a que se lo diga a Clemencia. Irene, avisa a Armando que Estela apareció, al volverla a ver ella se congela por el resentimiento de sus acciones. |                                              |                           |                      |
| 28 | «No me volveré a separar de ustedes»         | 8 de marzo de 2023        | 2.9                  |
| Armando regresa a casa con Estela, pero a pesar de lo que ella dice, sospecha que pueda ser mentira. Ángela, informa a Armando sobre lo sucedido con Fuentes y le reclama por usarla como moneda en su trato. Silvia, visita a Armando para ponerse de acuerdo respecto a su nieto, Ángela se entera y se burla de su situación familiar. Ángela, sigue el consejo de Armando y visita a Estela, ambas pretenden ser las mejores amigas como si nada hubiera sucedido. |                                              |                           |                      |
| 29 | «¿Cómo te metes con la mujer de tu hermano?» | 9 de marzo de 2023        | 3.0                  |
| Irene confronta a Héctor por estar enamorado de Estela, él no lo oculta, pero reconoce que Armando es el principal obstáculo para su felicidad. Clemencia escucha las quejas de Nora sobre Iván, pero Elsa la salva; Clemencia la amenaza por encubrir a Nora. Gerardo visita el hotel y habla con Toña, Elena los ve y los acusa de ser amantes. Héctor confronta a Aurora por tener una aventura con Horacio y exige que termine. |                                              |                           |                      |
| 30 | «Soy la accionista principal»                | 10 de marzo de 2023       | 3.0                  |
| A pesar de las negativas de Elena, Gerardo la lleva a un especialista para que resuelva sus problemas en la cama. Irene critica a Armando por su poder en la empresa y amenaza con despedirlo si Estela es hospitalizada nuevamente. Clemencia descubre la relación entre Iván y Nora. Horacio y Aurora duermen juntos pero son atrapados por Héctor. |                                              |                           |                      |
| 31 | «Culpable del delito que se le imputa»       | 13 de marzo de 2023       | 2.9                  |
| Aurora pide a Horacio que se olvide de ella, pero él se rehúsa a dejarla ir y le ofrece fugarse a la ciudad. Elsa, le aclara a Irene la situación en la que Nora e Iván se encuentran e intercede para que sea liberada. Gerardo, vuelve a intentar llevar a Elena a terapia, ahí la terapeuta la interroga sobre la posibilidad de que haya sufrido en el pasado. Pese a los pronósticos, el juez encuentra culpable a Andrés y lo sentencia a ocho años de prisión. |                                              |                           |                      |
| 32 | «Nunca vamos a ser felices»                  | 14 de marzo de 2023       | 2.6                  |
| Oliver, ofrece consuelo a Andrés para seguir adelante pero viéndose derrotado una vez más por la maldad de Armando y asegura que jamás podrá ser feliz con Elsa. Irene lleva a Elsa a su consulta, donde se emociona al conocer por primera vez al hijo que concibió con Andrés. Horacio logra ponerse en contacto con Aurora, ella le confiesa que esa fue la mejor solución a lo que sucedía entre los dos. Armando, le pide a Gerardo poner un alto a las terapias de Elena y ante su insistencia, le confiesa que sus sospechas son ciertas. |                                              |                           |                      |
| 33 | «Tu bebé ya va a nacer»                      | 15 de marzo de 2023       | 3.0                  |
| Ante los reclamos de Gerardo, Armando lo amenaza con separarlo de Elena, Ángela intercede pidiéndole guardar silencio sobre su amorío. Gerardo encuentra a Ángela desmayada y culpa al alcohol, insiste en que sufre de una fuerte adicción. El padre Reynaldo intenta evitar que Armando entregue en adopción al bebé de Elsa, pero él se niega, dejando ver su verdadera naturaleza. Durante la tormenta, Elsa preocupa a su familia con sus malestares; aunque sea antes de lo previsto, Estela se alegra de saber que su nieto esta a punto de nacer. |                                              |                           |                      |
| 34 | «¡Es una niña!»                              | 16 de marzo de 2023       | 2.7                  |
| Gerardo intenta mediar la declaración de amor de Antonia, pero ella rechaza ser sólo amigos y le pide poner distancia entre los dos. Elena, recibe consejos amorosos de una fuente inesperada sobre cómo mantener feliz a un hombre y sorprende a todos con su nueva actitud. Aurora se sorprende al volver a ver a Horacio frente ella, él le explica que entendió su error y prefiere dejarla ir que perder a su familia. Elsa da a luz a una hermosa niña pero se desmaya, por lo que deberá ser atendida inmediatamente por un médico. por lo que, Armando aprovecha la oportunidad para deshacerse de su nieta. |                                              |                           |                      |
| 35 | «Que Dios nos perdone»                       | 17 de marzo de 2023       | 2.5                  |
| El médico informa a Estela sobre la delicada situación en la que se encuentra Elsa, y que necesita ser operada inmediatamente. Todavía bajo los efectos de los medicamentos, Elsa sueña cómo sería su vida si jamás se hubiera separado de Andrés. A pesar de los remordimientos, el padre Reynaldo se reúne con la familia Sotomayor para entregarles a la pequeña Eva. Armando, no da vuelta atrás a su plan y ordena fingir un sepelio para que Elsa no pueda volver a ver a su hija. |                                              |                           |                      |
| 36 | «La bebé murió»                              | 20 de marzo de 2023       | 2.4                  |
| Gerardo, aprovecha la comida en casa de Silvia para avisar a Toñita que no esta dispuesto a alejarse de ella, Lamberto, le aconseja separarse de Elena si no es feliz a su lado. Carlos y Aurora llegan a casa de Ángela, Horacio le llama para reclamarle que hayan preferido irse que compartir techo con él. Nora no quiere separarse de Elsa y tampoco está dispuesta a seguir encerrada en el rancho, por esto, pide a Armando que la lleve a San Juan para hacer algo de su vida. Al despertar Elsa, Estela le informa la dolorosa noticia del fallecimiento de su hija, Eva. |                                              |                           |                      |
| 37 | «Muerte de cuna»                             | 21 de marzo de 2023       | 2.7                  |
| Elsa culpa a Armando de la muerte de Eva por enviarla al rancho. Elsa visita la tumba de Eva, el padre Reynaldo le advierte a Armando que no es demasiado tarde para decirle la verdad a Elsa, Armando le asegura que si alguien se entera, él también será culpable. Armando le aconseja a Estela que se calme para no tener que volver a hospitalizarla, ella le dice que se olvide de las consultas con el Dr. Leónidas. |                                              |                           |                      |
| 38 | «Te voy a amar siempre»                      | 22 de marzo de 2023       | 2.5                  |
| Guillermina interroga a Elsa por su embarazo, ella explota y la culpa por haber contado a Armando sobre su embarazo. Armando visita a Guillermina para exigirle que detenga todos sus ataques en contra de Elsa, o sabrá quien es él de verdad. Horacio, cita a Aurora para discutir su amor porque él no esta dispuesto a dejarla ir, y la besa sin darse cuenta de que Carlos los ha estado siguiendo. Andrés se sorprende de recibir la visita de Elsa en prisión, se lamenta de saber sobre la partida de su hija, Eva. |                                              |                           |                      |
| 39 | «Ya no puedo seguir callando»                | 23 de marzo de 2023       | 2.7                  |
| Gerardo es llamado de emergencia para atender a Guillermina, pero Elena al intentar despedirse de su esposo, él la aparta. Al ser estabilizada, Guillermina solicita la presencia de Armando y el padre se da cuenta de que algo tuvo que ver con el ataque de pánico que sufrió. Horacio y Elsa coinciden en el hotel y deciden ir a desayunar juntos, empiezan a unirse mientras discuten sus respectivos dolores. Aurora busca a Elsa para revivir su amistad, pero ella le exige decir la verdad para liberar a Andrés. |                                              |                           |                      |
| 40 | «Nunca te he amado»                          | 24 de marzo de 2023       | 2.5                  |
| Aurora le confiesa a Horacio que corresponde sus sentimientos, antes de besarse, Héctor los interrumpe. La abogada informa a Lamberto que la apelación que puso sobre el caso de Andrés fue denegada, por lo que se agotan las posibilidades para que pueda salir libre. Después de unos meses, Aurora, sorprende a Carlos con la noticia de que está embarazada y no les queda más que celebrar la noticia. Andrés teme que su relación con Elsa se deteriore mientras está encarcelado, por lo que decide terminar con ella, Horacio le ofrece consuelo y le propone matrimonio. |                                              |                           |                      |
| 41 | «¡Nos casamos!»                              | 27 de marzo de 2023       | 2.5                  |
| Aurora vuelve a testificar por el incidente con Andrés, pero el miedo de ser descubierta, hace que cometa varios errores en su nueva declaración. Elsa y Horacio siguen adelante con su plan y logran casarse en secreto, sorprendiendo a todos con la noticia. Armando, le reclama a Elsa por haberse casado con Horacio y le asegura que cometió el peor error de su vida al elegirlo como esposo. Armando, le explica a Estela su decepción por Elsa porque asegura que el único interés de Horacio es su dinero. |                                              |                           |                      |
| 42 | «¡Se hizo justicia!»                         | 28 de marzo de 2023       | 2.9                  |
| El juez se da cuenta de que Aurora mintió en su declaración y declara que Andrés es inocente, Andrés tiene que decidir si contrademanda a Aurora por daños y perjuicios. Ángela se entera de que Lamberto está de regreso y se sorprende al ver a Silvia regresar con un look sofisticado. Andrés sale de la cárcel y busca a Elsa. |                                              |                           |                      |
| 43 | «Tienes dos días para largarte de la casa»   | 29 de marzo de 2023       | 2.7                  |
| Andrés, le explica a Elsa los motivos de su ruptura e intenta reconquistarla, pero se decepciona al saber que se casó con Horacio. Armando, confronta a Gerardo por serle infiel a Elena y trata de amenazarlo. Ángela visita a Armando en su casa para saber qué le pasa, pero Sofía los sorprende besándose. Estela confronta a Armando por su infidelidad, le confiesa que se acuerda de todo y lo echa de la casa. |                                              |                           |                      |
| 44 | «Dame una oportunidad de recuperarte»        | 30 de marzo de 2023       | 2.6                  |
| Aurora se encuentra con Andrés en la calle y Carlos la defiende, pero se entera de que Andrés es inocente. Armando le pide a Estela otra oportunidad. Elena se entera de que sus padres se van a divorciar y se queja con Estela. Armando avisa al padre Reynaldo que Andrés está investigando la muerte de su hija y lo amenaza con callarse. |                                              |                           |                      |
| 45 | «No me vas a despojar de mis cosas»          | 31 de marzo de 2023       | 2.3                  |
| Aurora intenta acercarse a Carlos, pero él aún no le perdona las mentiras que aprisionaron a Andrés. Aurora besa a Horacio a la fuerza, Meche los ve y está molesto por su traición. Ángela roba dinero de la empresa para pagar sus deudas, sin saber que la vigilan. Meche les da la oportunidad a Horacio y Aurora de explicar las cosas, pero al ver que solo mienten, decide decirle la verdad a Carlos. |                                              |                           |                      |
| 46 | «¡Es niña!»                                  | 3 de abril de 2023        | 2.4                  |
| Horacio y Aurora convencen a Meche de no decir nada a Carlos y, en vista de lo sucedido, le exige a su cuñada que no se le vuelva a acercar. Andrés, pide ayuda a Elsa para cerrar el ciclo de su hija, le pide indicaciones para llegar a Santa Ramona y poder visitar la tumba de la pequeña Eva. Aurora empieza a sentir dolores de parto, pero a pesar de su rencor, se ve obligad a recibir la ayuda de Lamberto. Andrés se siente maldito, por las desgracias que caen a sus seres queridos e Ingrid intenta distraerlo con una muestra de su cariño. |                                              |                           |                      |
| 47 | «Te sigo queriendo»                          | 4 de abril de 2023        | 2.5                  |
| Carlos está feliz por el nacimiento de su hija y Aurora lo aprovecha para intentar una reconciliación, pero él dejó de creer en ella. Armando, estalla de coraje contra Ángela por haberle robado y además dejar que Ingrid fuera despedida. Elsa extiende su apoyo para que Andrés pueda visitar la tumba de Eva, él malinterpreta su cariño y la besa. Gerardo lleva a Toña a casa y el deseo se apodera de ellos, él le confiesa sus planes de separarse de Elena. |                                              |                           |                      |
| 48 | «Demanda de divorcio»                        | 5 de abril de 2023        | 2.5                  |
| Al llegar a casa, Aurora se sorprende de ver a Carlos empacar sus maletas, él confiesa que ya no puede confiar más en ella y prefiere separarse. Armando restituye a Ingrid en sus labores, pero obliga a Ángela para que se disculpe con la joven. Andrés logra encontrar el rancho de Clemencia y es recibido por Nora, quien le explica cómo pasó Elsa sus días recluida ahí. Estela comenta con Héctor su decisión de divorciarse, él empieza a cortejarla pero Elena no se guarda su opinión al respecto. |                                              |                           |                      |
| 49 | «No quiero vivir sin ti»                     | 6 de abril de 2023        | 2.1                  |
| Andrés, interroga a Nora sobre el tiempo que Elsa vivió ahí y su versión detrás de la muerte de su hija, se percata que todos tienen las mismas dudas detrás de la historia. Gerardo empaca sus cosas para dejar a Elena a pesar de sus ruegos, ella finge un intento de poner fin a su vida. Armando, culpa a Gerardo por el intento de Elena para arrebatarse la vida, pero él ya no está dispuesto a soportar a su suegro y le pone un alto a sus amenazas. Andrés, busca en el cementerio la tumba de su hija y se entera de que nunca estuvo enterrada ahí, sospecha que Armando está detrás del misterio. |                                              |                           |                      |
| 50 | «Sé que eres el padre de Eva»                | 7 de abril de 2023        | 1.8                  |
| Gerardo descubre que el intento de Elena sólo fue un chantaje y la confronta por sus mentiras. Ángela, visita la tienda para advertirle a Toña que se mantenga alejada de Gerardo, Silvia la enfrenta para proteger a su hija. Andrés le pide a Nora su apoyo para encontrar la tumba de Eva, al llegar no puede contener la emoción. Mientras Horacio y Elsa salen, alguien intenta atropellarlos, pero Horacio la salva poniendo su vida en riesgo. |                                              |                           |                      |
| 51 | «Tu ciclo se acabó»                          | 10 de abril de 2023       | 2.4                  |
| Lamberto sorprende a Silvia con una cena romántica, en la que aprovecha para pedirle que se case con él. Irene, visita a Armando para avisarle que su trabajo en la empresa terminó y solo le queda un mes en la Magnolia. Andrés sigue la recomendación de Nora para despedirse de su hija y dejar que su alma descanse en paz. Armando, recibe un mensaje de Clemencia en la cual habla de su recomendado, él se da cuenta de que Andrés se infiltró para llegar a la tumba de la pequeña Eva. |                                              |                           |                      |
| 52 | «Tráfico de armas»                           | 11 de abril de 2023       | 2.7                  |
| Carlos, le propone a Aurora volver a estar juntos por el bien de la pequeña Leonor y aclara que a pesar de todo, no ha perdonado sus mentiras. La fiesta de cumpleaños de Héctor se ve interrumpida por la policía, con una orden de arrestar a Irene por su complicidad en un crimen. Elena recoge a Toña para llevarla a comer y llenarla de críticas e insultos disfrazados de consejos. Nora, aprovecha una distracción de Clemencia para ayudar a Andrés a escapar justo antes de que ella decida acabar con él. |                                              |                           |                      |
| 53 | «Se van a arrepentir de haber nacido»        | 12 de abril de 2023       | 2.7                  |
| La policía determina que el arresto de Irene no fue más que un malentendido y aseguran que será liberada lo más pronto posible. Aurora, visita a Horacio preocupada por el accidente que sufrió e intenta acercarse a él, Horacio se da cuenta y le exige que mantenga su distancia. Andrés, junto con los empleados del rancho logran sacar a Clemencia del barranco, pero parece que su salud no es la mejor. Armando pasa por los niños para llevarlos a la feria, pero en la entrada de la casa sufre un infarto. |                                              |                           |                      |
| 54 | «¡Tu hija está viva!»                        | 13 de abril de 2023       | 2.5                  |
| Armando, manipula a Elena para que crea que su enfermedad es culpa de Irene e intenta correrla de la casa, Estela intercede por su hermana. A pesar de dejar que Armando pase la noche en la casa, Estela sabe que todo es una de las artimañas de su exesposo para regresar a la casa. Aurora se cansa de los intentos de Carlos para reunirla con Lamberto y lo amenaza para que deje de meterse en su vida familiar. Clemencia, sabe que pronto llegará su fin y prefiere limpiar su conciencia disculpándose con Nora, y le confiesa a Andrés que la muerte de su hija fue un engaño. |                                              |                           |                      |
| 55 | «¡Profanar la tumba de mi hija!»             | 14 de abril de 2023       | 2.4                  |
| Andrés hace caso a lo que Clemencia le confesó y desentierra la tumba de su hija para descubrir que Eva sí esta viva. Irene se da cuenta de lo poco que sabe sobre Armando y contrata un investigador privado, para desenterrar todo su pasado. Andrés, interroga a Clemencia sobre el paradero de Eva, ella le confiesa todo lo que hicieron para ocultar sus huellas pero logra guiarlo hacia Guadalajara para seguir con la investigación. Armando intenta tranquilizar a Ángela seduciéndola, pero son interrumpidos por la llegada de Irene, quién se sorprende al ver a los amantes juntos. |                                              |                           |                      |
| 56 | «¡Armando es tu verdadero padre!»            | 17 de abril de 2023       | 2.6                  |
| Andrés visita el convento para buscar más información que lo pueda llevar a su hija, pero la única monja que sabía algo está muerta. Elena visita a Toña para decirle que está esperando un hijo de Gerardo. En su lecho de muerte, Clemencia le confiesa a Nora que además de no ser su madre, es hija de Armando. Los médicos informan que la salud de Horacio se está deteriorando rápidamente a pesar de sus esfuerzos por detener la infección. |                                              |                           |                      |
| 57 | «A Armando le avergüenzan sus orígenes»      | 18 de abril de 2023       | 2.5                  |
| Gerardo le asegura a Toña que Elena no está embarazada y solo quiere separarlos. Irene bromea con Ángela sobre el destino que le espera una vez que tome el control de la empresa. Con la muerte de Clemencia, Nora se siente obligada a continuar con su trabajo en el rancho y permanecer atada a Santa Ramona. El investigador contacta a Irene para informarle que Armando mintió toda su vida sobre su origen y ella está dispuesta a chantajearlo para que le devuelva la empresa. |                                              |                           |                      |
| 58 | «Todo tiene su final»                        | 19 de abril de 2023       | 2.7                  |
| Por orden de Armando, Renzo secuestra a Irene para arreglar una situación con la que poder chantajearla. Armando reúne a los empleados para anunciar su salida de la empresa. Elena recoge a Toña para llevarla a una sorpresiva e incómoda cita a ciegas con el Dr. Sánchez, el amigo de Gerardo. Armando intenta chantajear a Irene con las fotos de su aventura, pero ella le echa en cara que sabe todo sobre su pasado, Armando decide matarla. |                                              |                           |                      |
| 59 | «¿Dónde está mi hija?»                       | 20 de abril de 2023       | 2.8                  |
| Armando, hace todo lo posible por ocultar su crimen y arroja el cuerpo de Irene a un pozo. Armando visita a Ángela para salvar su relación. Al ver que han pasado dos días sin saber de Irene, Estela pide el apoyo de Héctor porque está segura de que algo malo le ha pasado. Andrés visita a Armando para exigirle respuestas sobre el paradero de su hija. |                                              |                           |                      |
| 60 | «¿Por qué se deshizo de mi hija?»            | 21 de abril de 2023       | 2.6                  |
| Elena, visita a Toña para disculparse por lo sucedido, pero Toña decide seguirle el juego. Andrés visita al padre Reynaldo exigiendo respuestas sobre su hija. Armando se ofrece a llevar a Estela al rancho donde se lleva a cabo la investigación de Irene. El rescatista se adentra en el pozo y le informan a Estela que se ha encontrado el cuerpo sin vida de Irene. |                                              |                           |                      |
| 61 | «¡Sospecho de Armando Quiroga!»              | 24 de abril de 2023       | 2.8                  |
| La confirmación de la muerte de Irene se extiende rápidamente por todo el pueblo. Ángela encuentra el abrigo de Armando cubierto de sangre. Estela le asegura a Flor que Armando está detrás de la muerte de Irene, Elena la escucha y la confronta por hacer acusaciones sobre su padre. Ángela confronta a Armando asegurándole que la sangre en su ropa pertenece a Irene y usa esta información a su favor. |                                              |                           |                      |
| 62 | «Confirmar coartada»                         | 25 de abril de 2023       | 2.6                  |
| La comandante Natalia interroga a Armando sobre su paradero el día que murió Irene, Ángela lo protege dándole una coartada. Gerardo va al funeral de Irene para darle el pésame, pero Elena está molesta con él por pedirle el divorcio y lo obliga a irse. La comandante Natalia deduce que dada su débil coartada, Héctor pudo haber estado detrás de la muerte de Irene. El esposo de Natalia le señala a Guillermina la naturaleza del arma homicida y ella recuerda dónde la había visto. |                                              |                           |                      |
| 63 | «¡Estás loca!»                               | 26 de abril de 2023       | 2.9                  |
| Guillermina está segura de que Armando está involucrado en la muerte de Irene y lo confronta. Martín descubre los planes de Estela para deshacerse de Armando y corre a contarle todo, Armando le pide que esté pendiente de todo lo que sucede en la casa. Consciente de lo que corre si mantiene las distancias con Guillermina, Armando la visita para seducirla y recuperar su silencio. |                                              |                           |                      |
| 64 | «Lo que hiciste no tiene perdón de Dios»     | 27 de abril de 2023       | 2.8                  |
| Gerardo sigue dudando de que Elena esté embarazada, por lo que le pide que se haga un análisis de sangre. Andrés le cuenta a Elsa todo lo que pasó en Santa Ramona y descubre que Eva está viva. Elsa confronta a Armando por haberla sometido al dolor de perder a una hija cuando en realidad era solo una más de sus manipulaciones. La policía encuentra pruebas que apuntan directamente a Héctor como el asesino de Irene. |                                              |                           |                      |
| 65 | «Yo no la maté»                              | 28 de abril de 2023       | 2.9                  |
| Con las pruebas contra Héctor, Natalia lo arresta mientras se prueba su inocencia. Aurora le ofrece a Horacio varias opciones para volver a estar juntos, pero él la frena argumentando que ya no la ama. Armando visita a Elsa para explicarle que Andrés está tratando de manipularla, pero ella no quiere escucharlo. |                                              |                           |                      |
| 66 | «Va a ser trasladado al reclusorio»          | 1 de mayo de 2023         | 2.5                  |
| Nora le dice a Armando que es adoptada y lo cuestiona sobre la naturaleza del acuerdo económico que tenía con Clemencia. Estela irrumpe en la oficina de Armando y lo confronta por mentir sobre la muerte de Eva. Elena le pide al Dr. Leonidas su apoyo para hacerse una ecografía a su nombre y al negarse, ella recurre a chantajearlo con todas las veces que ha fingido tener otras especialidades médicas. Nora le confiesa a Guillermina que es adoptada, Guillermina se da cuenta de que Nora podría ser su hija perdida y cuestiona a Armando. |                                              |                           |                      |
| 67 | «¡Ya estás divorciada!»                      | 2 de mayo de 2023         | 2.6                  |
| Armando le confirma a Guillermina que Nora es su hija y le recuerda que la entregó voluntariamente. Estela se divorcia legalmente de Armando. Héctor llega al penal, pero no es bien recibido por los internos porque todos saben quién es. Renzo le declara a Elena su interés por ella y, desesperada por quedar embarazada, ella se muestra cariñosa con él. Gerardo no cree que la ecografía de Elena sea real. Elena visita a Toña para rogarle que se aleje de Gerardo por el hijo que espera. |                                              |                           |                      |
| 68 | «¡Yo soy tu madre!»                          | 3 de mayo de 2023         | 2.2                  |
| El padre Reynaldo informa a Elsa y Andrés de su intención de encontrar a Eva para redimir el daño que les hizo. Gerardo sorprende a Toña mostrándole el departamento en el que quiere que vivan juntos una vez que logre divorciarse de Elena. Guillermina le cuenta a Nora cómo la obligaron a darla en adopción. |                                              |                           |                      |
| 69 | «Mi único pecado es amar a Armando»          | 4 de mayo de 2023         | 2.8                  |
| Nora se muestra cariñosa con Guillermina ahora que sabe que es su madre y le explica por qué no puede culparla por su abandono. La policía llega con una orden de allanamiento a la oficina de Guillermina para presionarla para que coopere en la investigación de la muerte de Irene. Guillermina visita a la Comandante Natalia para confesarle que Armando está detrás de la muerte de Irene, pero ella no puede superar su miedo y sale corriendo. Guillermina le advierte a Armando que irá a la policía a contar todo, pero él la intercepta para agradecerle su constante apoyo, aunque todo es parte de una trampa. |                                              |                           |                      |
| 70 | «¡Qué triste final, señorita Guillermina!»   | 5 de mayo de 2023         | 2.8                  |
| Armando se asegura de que Guillermina deje de respirar y hace que parezca que ella orquestó todo el asunto. El padre Reynaldo visita a la familia Sotomayor y conoce a Eva. El padre Reynaldo les envía a Elsa y Andrés la foto que le tomó a Eva y se emocionan al verla. Martín cuestiona a Estela sobre lo que escuchó de Armando, ella no tiene más remedio que decirle toda la verdad. |                                              |                           |                      |
| 71 | «La señorita Guillermina se quitó la vida»   | 8 de mayo de 2023         | 2.9                  |
| Nora le revela a Elsa que Guillermina es su verdadera madre y sufre cuando se entera de que aparentemente se quitó la vida. Andrés le informa a Elsa que gracias a los esfuerzos del padre Reynaldo, la familia Sotomayor accedió a dejarlos conocer a Eva. Elena ve a Gerardo y Toña en la calle y monta una escena para señalar a Toña como una vagabunda. Ángela le señala a Armando que se ve nervioso y asegura que la causa es la muerte de Guillermina. |                                              |                           |                      |
| 72 | «Lo bonita que es»                           | 9 de mayo de 2023         | 3.0                  |
| Horacio le confiesa a Meche que siente celos solo de pensar que Elsa y Andrés viajaron juntos para encontrarse con Eva. Elsa y Andrés conocen a la familia Sotomayor y se emocionan hasta las lágrimas cuando ven a su hija por primera vez. Elena se emborracha antes de su cita para poder ocultar su repulsión por Renzo. Meche y Bruno limpian la oficina de Guillermina donde encuentran una carta que escribió antes de morir y en la que culpa a Armando por la muerte de Irene. |                                              |                           |                      |
| 73 | «La policía me trae en la mira»              | 10 de mayo de 2023        | 2.4                  |
| La comandante Natalia duda de que la confesión de Guillermina sea real, pero se da cuenta de que todo tendría sentido si se demostrara que es cierta. Armando teme que lo atrapen y asegura que la carta de Guillermina no existe y que la comandante Natalia solo fabrica pruebas que liberarán a Héctor de toda culpa. El abogado explica que si bien no se puede culpar a Armando simplemente por la confesión de Guillermina, sí podría sacar a Héctor de la cárcel. Gerardo le pide permiso a Silvia para vivir con Toña, pero ella se niega hasta que finalice su divorcio. |                                              |                           |                      |
| 74 | «Abuso de autoridad»                         | 11 de mayo de 2023        | 3.0                  |
| Armando le ofrece a Rocío una suma de dinero a cambio de cambiar su declaración y liberarlo de cualquier sospecha. Fabián le ofrece a Aurora que le tome unas fotos y las envíe a una agencia de modelos. Gerardo le muestra a Toña los resultados de sus pruebas, ella se sorprende al descubrir que está embarazada. Renzo no puede olvidar la noche que vivió con Elena y la amenaza con repetirla o le contará a todo el pueblo lo sucedido. |                                              |                           |                      |
| 75 | «Liberaron al presidente municipal»          | 12 de mayo de 2023        | 2.8                  |
| Elena comparte con Ángela la noticia de su embarazo y el embarazo simultáneo de Toña y le pide ayuda para no ser humillada el día que todos descubran que Gerardo tiene dos hijos de madres diferentes. Ángela se queja con Gerardo por haber embarazado a Toña y al verla escondida en el armario lo desenmascara como su cómplice en la muerte del Comandante Fuentes. Cuando se confirma que la carta fue escrita por Guillermina, la comandante Natalia se ve obligada a liberar a Héctor. La noticia de la liberación de Héctor preocupa a Armando ya que es el único sospechoso que queda. |                                              |                           |                      |
| 76 | «Tiene derecho a guardar silencio»           | 15 de mayo de 2023        | 3.5                  |
| Jaime debe huir por problemas en uno de sus negocios y manipula a Verónica haciéndole creer que se trata de evitar que Andrés y Elsa les quiten a Eva. Héctor confronta a Armando por incriminarlo en la muerte de Irene y advierte que la policía lo sigue. La comandante Natalia obtiene la orden de captura contra Armando, Ángela intenta salvarlo pero la amenazan con ser detenida por complicidad. Elsa y Andrés llegan a la casa de los Sotomayor, pero se enteran de que empacaron todo para no volver jamás. |                                              |                           |                      |
| 77 | «¡Estoy maldita!»                            | 16 de mayo de 2023        | 3.1                  |
| Ángela le da dinero a Armando para protegerse, él lo usa para mudarse a una mejor celda. Gerardo le pide a Toña que entienda lo que hizo para defender a su madre, le da un anillo de bodas como promesa de casarse una vez que termine su divorcio. Andrés encuentra una explicación a la fuga de los Sotomayor en la que se ven envueltos en negocios ilícitos, poniendo en riesgo a Eva. El abogado de Armando le aconseja que busque a un inocente que por dinero está dispuesto a confesar la muerte de Irene. |                                              |                           |                      |
| 78 | «Desde hoy me haré cargo de mi empresa»      | 17 de mayo de 2023        | 3.1                  |
| Flor le cuenta a Estela todo sobre el embarazo de Elena y le pide que se haga cargo ya que no sabe si es otra de sus mentiras. Horacio se queja con Elsa por no haberse tomado un momento para registrarse, ella le explica lo sucedido. Estela le aconseja a Nora que averigüe quién es su padre mientras está en San Juan y temiendo su reacción, Nora le confiesa que es Armando. Estela les dice a los empleados que ella se hará cargo de la empresa, Ángela se queja pero termina siendo humillada. |                                              |                           |                      |
| 79 | «Voy a hacer de tu vida un infierno»         | 18 de mayo de 2023        | 2.8                  |
| Estela decide eliminar el puesto de Ángela y le ofrece trabajo como costurera. Renzo visita a Elena, lo que hace que Estela sospeche que su hija está saliendo con él. Sintiéndose humillada, Ángela intenta chantajear a Lamberto a cambio de que la ayude a regresar a su antiguo puesto. Con Ingrid desaparecida, todos en la fábrica temen que continúe la ola de tragedias que azotó a San Juan. |                                              |                           |                      |
| 80 | «Está usted libre»                           | 19 de mayo de 2023        | 2.9                  |
| El plan de Elena de quedarse con Gerardo aprovechado su embarazo no funciona. Todo sale según el plan de Armando y el agresor de Ingrid confiesa su culpa por la muerte de Irene. Cansado de los ataques de Elena a Toña, Gerardo le propone la opción de mudarse a otro lugar para ser feliz. Armando es absuelto de los delitos que cometió. |                                              |                           |                      |
| 81 | «Todas terminan de prostitutas»              | 22 de mayo de 2023        | 2.8                  |
| Armando le reclama a Lamberto por ocupar su lugar en la empresa, pero él no piensa abandonar la dirección a menos que se trate de una orden directa de parte de Estela y jura a Ángela devolverle su antiguo trabajo. Aurora sigue las indicaciones de Fabián, sin sospechar que se trata de una trampa para encerrarla en una casa de citas, dónde se verá obligada a trabajar bajo amenazas. Héctor se arma de coraje para llevar su relación con Estela a algo más que una amistad, ella acepta y reclama por haberse tomado tanto tiempo. |                                              |                           |                      |
| 82 | «Todo regresa a su lugar»                    | 23 de mayo de 2023        | 3.1                  |
| Armando le muestra a Estela los papeles que le hizo firmar durante su estadía en la clínica mental y le da 24 horas para salir de su oficina. Natalia encuentra a Meche y Bruno paseando y se sorprende y se arrepiente de haber terminado con él. Fabián le presenta a Aurora, ahora Esmeralda, a su primer cliente, pero ella vuelve a sentirse enferma y Fabián la amenaza con resolver su enfermedad lo antes posible. Natalia visita a Bruno para suplicarle una oportunidad más para hablar de su matrimonio y él acepta. Natalia le advierte a Meche que pronto volverá con Bruno. |                                              |                           |                      |
| 83 | «Aurora se fue con ese hombre»               | 24 de mayo de 2023        | 2.6                  |
| Elena discute con Estela cuando invita a cenar a Héctor, Estela se cansa de su insolencia y le exige que la respete o se va de la casa. Bruno rechaza la posibilidad de volver a estar con Natalia y ella culpa a Meche por entrometerse. Horacio le pide a Elsa que consideren tener un hijo juntos. Aurora logra entrar a la oficina de Fabián para llamar a su casa y Meche responde pero en vez de escucharla se queja de su abandono. |                                              |                           |                      |
| 84 | «Guerra vas a tener»                         | 25 de mayo de 2023        | 2.6                  |
| Lamberto sospecha de la desaparición de Aurora y su acuerdo con Fabián y acude a la policía para que la ayuden a encontrarla. Natalia le da a Lamberto la última ubicación del celular de Aurora. Elena pide desesperada la ayuda de Armando para evitar que Gerardo la deje y él le confiesa que está involucrado en un crimen. |                                              |                           |                      |
| 85 | «¡Tienen a mi hija retenida!»                | 26 de mayo de 2023        | 2.9                  |
| Renzo intercepta a Elena cuando sale de la oficina de Armando y le pide otra noche juntos, Ángela los ve y sospecha. Lamberto entra al prostíbulo con otro nombre y se desilusiona al ver a Aurora trabajando ahí, ella le explica lo que realmente está pasando. Lamberto y Aurora traman un plan para liberarla de los extorsionadores. Elena advierte a Gerardo que si no vuelve a estar con ella, se verá obligada a denunciarlo por su complicidad en la muerte de Fuentes. |                                              |                           |                      |
| 86 | «Papá, ¡me salvaste!»                        | 29 de mayo de 2023        | 2.8                  |
| Verónica se enfrenta a Jaime para decirle por qué tiene prohibido salir, él le confiesa estar involucrado en negocios ilícitos de los que tiene que huir. En la fábrica, Estela escucha a Renzo hablar con Elena sobre una noche de pasión y la cuestiona al respecto, Elena lo niega todo. Gerardo comenta con Toña sobre el chantaje de Elena, ella decide terminar con él y criar sola a su hijo mientras no lo vea tras las rejas. Aurora escapa del prostíbulo y denuncia a Fabián por sus amenazas y negocios ilegales. |                                              |                           |                      |
| 87 | «Soy cómplice de asesinato»                  | 30 de mayo de 2023        | 2.8                  |
| Armando le asegura a Estela que ha comprado las acciones que Irene heredó de su esposo y que ahora él es el único dueño de la empresa. Ángela se burla de la desgracia de Estela. De regreso a casa, Aurora se arrepiente de la forma en que trataba a todos los que la rodeaban y busca a Meche para explicarle lo que pasó con Fabián. Meche se disculpa con Aurora por no escucharla. Elena se entera de que Gerardo decidió entregarse a la policía por ser cómplice de la muerte del comandante Fuentes. |                                              |                           |                      |
| 88 | «Un sacrificio de amor»                      | 31 de mayo de 2023        | 3.0                  |
| Carlos se sincera con Aurora sobre su relación, llegan a la conclusión de que ya no se aman y él le propone una separación amistosa. Gracias a la declaración de Gerardo, se emite una orden de captura contra Ángela. Elena imagina que Gerardo huyó con Toña y cuando la encuentra la ataca, pero Toña dice que prefirió ir a la cárcel a pasar más tiempo con ella. La policía encuentra la dirección donde se esconde la familia Sotomayor, pero cuando llegan encuentran a Verónica herida y a Eva desatendida. |                                              |                           |                      |
| 89 | «Acabas de firmar tu sentencia»              | 1 de junio de 2023        | 2.9                  |
| Ángela acusa a su compañera de celda de tomar las dos camas de la celda, ganándose su desprecio y amenazas en su contra. Elena no puede superar que Toña se haya ganado el amor de Gerardo y decide atropellarla para recuperar a su marido. Armando le dice a Ángela que no le encontrará abogado sabiendo que es un caso perdido, ella decide hablar de todos sus crímenes. Horacio le dice a Elsa que la deja para que sea feliz y formar una familia con Andrés. |                                              |                           |                      |
| 90 | «No puedes escapar de tu destino»            | 2 de junio de 2023        | 3.1                  |
| Elena es arrestada por atropellar a Toña, pero cree que todavía vive feliz con Gerardo. Renzo le advierte a Armando que la policía lo busca con orden de aprehensión, Armando decide huir. Elsa le informa a Andrés que ha recibido la sentencia de divorcio de Horacio, y sin dudarlo Andrés le propone matrimonio. Toña da a luz a una niña y se la lleva a Gerardo a la cárcel para que la conozca. Mientras intenta huir de la policía, Armando alucina a sus víctimas y se desmaya por el disturbio. Elena es enviada a la sala de psiquiatría. Armando es arrestado por la policía y sentenciado a 70 años de prisión por matar al Detective Olmos e Irene. Andrés y Elsa se casan y su familia y amigos celebran que por fin serán felices juntos. |                                              |                           |                      |

Nota
1. ↑  Este episodio se pre-estrenó el 27 de enero de 2023 a través de Vix, la página, app y redes sociales oficiales —incluido el canal de Youtube y cuenta oficial de Facebook— de Las Estrellas.[14][15]

## Producción
El 17 de mayo de 2022, Perdona nuestros pecados fue anunciada y presentada en el up-front de TelevisaUnivision, como uno de los nuevos títulos para la programación del periodo 2022-23. El 26 de agosto de 2022, se confirmó a Emmanuel Palomares, Oka Giner, Jorge Salinas y Erika Buenfil, como los actores títulares de la telenovela. La producción inicio rodaje junto con el claquetazo oficial el 12 de octubre de 2022, en una locación al sur de la Ciudad de México.

## Audiencias
| Temporada | Horario (CT)                     | Episodios | Primera emisión     | Primera emisión      | Última emisión     | Última emisión       | Prom. de espectadores (millones) |
| Temporada | Horario (CT)                     | Episodios | Fecha               | Audiencia (millones) | Fecha              | Audiencia (millones) | Prom. de espectadores (millones) |
| --------- | -------------------------------- | --------- | ------------------- | -------------------- | ------------------ | -------------------- | -------------------------------- |
| 1         | Lunes a viernes 18:30 - 19:30 h. | 90        | 30 de enero de 2023 | 2.6                  | 2 de junio de 2023 | 3.1                  | 2.8                              |

## Premios y nominaciones

### Premios PRODU 2023
| Categoría                                         | Nominados            | Resultados |
| ------------------------------------------------- | -------------------- | ---------- |
| Mejor telenovela corta                            | Lucero Suárez        | Nominada   |
| Mejor actriz de reparto - Superserie y telenovela | Fernanda Urdapilleta | Nominada   |